# Tuberculatus querceus
Tuberculatus querceus är en insektsart som först beskrevs av Johann Heinrich Kaltenbach 1843. Enligt Catalogue of Life ingår Tuberculatus querceus i släktet Tuberculatus och familjen långrörsbladlöss, men enligt Dyntaxa är tillhörigheten istället släktet Tuberculatus och familjen borstbladlöss. Arten är reproducerande i Sverige. Inga underarter finns listade i Catalogue of Life.